# برونو بولکی

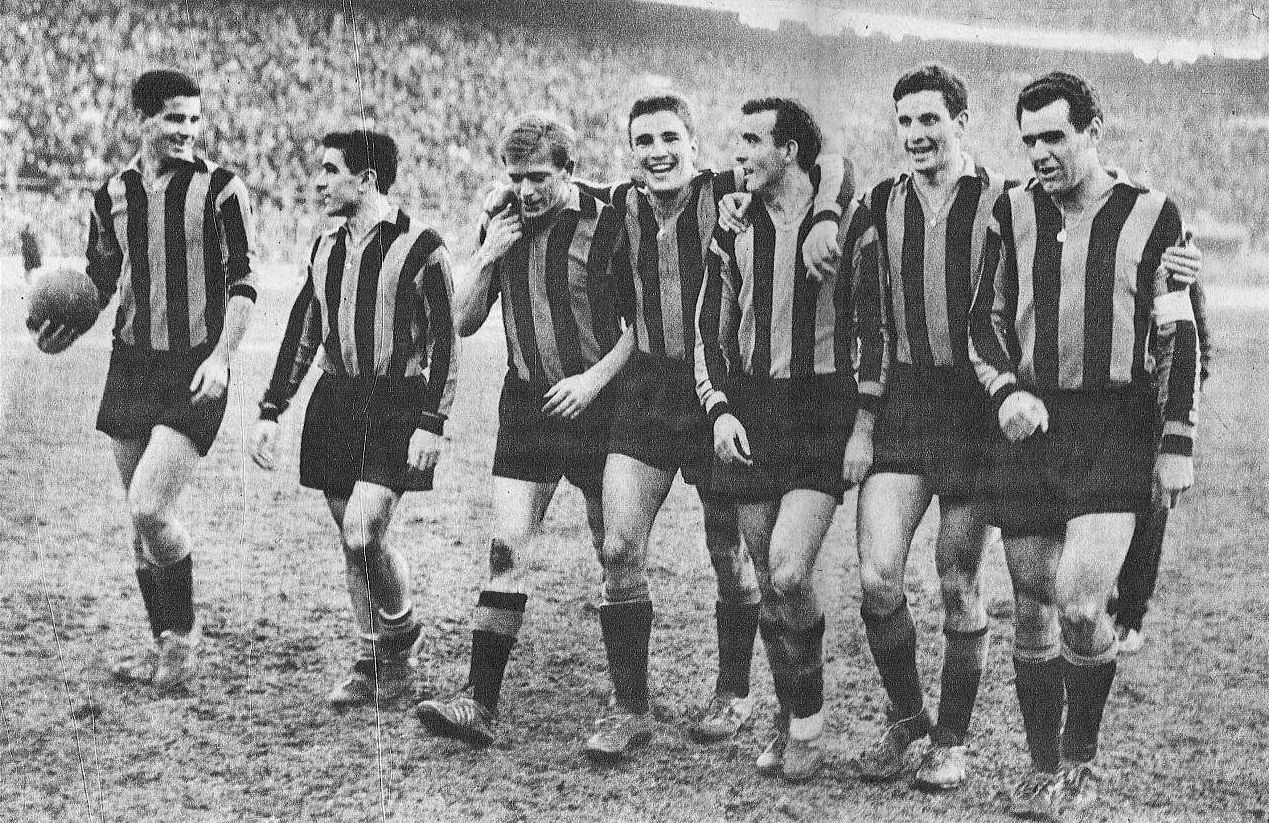
تیم فوتبال اینترمیلان در فصل ۱۹۶۱/۶۲

برونو بولکی (به ایتالیایی: Bruno Bolchi) بازیکن فوتبال و اهل ایتالیا است که از سال ۱۹۶۱ میلادی عضو تیم ملی فوتبال ایتالیا بوده و در ۴ بازی ملی حضور داشته‌است. او در بازی‌های ملی‌اش گلی به ثمر نرساند.
برونو بولکی آخرین بازی ملی خود را در سال ۱۹۶۱ میلادی انجام داد.